# Bosniaken in Slowenien
Bosniaken sind eine in Slowenien lebende ethnische Gruppe. Ihre Präsenz in Slowenien geht vor allem auf die Zeit nach dem Zweiten Weltkrieg zurück, als viele Menschen aus Bosnien und Herzegowina aufgrund wirtschaftlicher Gründe und später aufgrund des Bosnienkriegs in den 1990er Jahren nach Slowenien migrierten. Laut der letzten Volkszählung aus dem Jahr 2023 betrug die Gesamtzahl der Bosniaken in Slowenien 32.009, was 1,6 % der gesamt Bevölkerung ausmacht. Laut der letzten Volkszählung sind sie die größte ethnische Minderheit in Slowenien.

## Demografie
Bosniaken in Slowenien sind über das gesamte Land verstreut, wobei größere Gemeinschaften in den Städten Ljubljana, Maribor, Koper und Celje zu finden sind. Sie machen eine bedeutende Minderheit in Slowenien aus, wobei ihre genaue Anzahl variiert, da viele von ihnen in offiziellen Statistiken unter der allgemeinen Kategorie "Muslime" oder "Bosnier" erfasst werden.

## Kultur
Die bosniakische Gemeinschaft in Slowenien pflegt ihre kulturellen und religiösen Traditionen, die stark vom Islam und bosnischen Bräuchen geprägt sind. Es gibt mehrere islamische Zentren und Moscheen, die als wichtige Treffpunkte für die Gemeinschaft dienen. Diese Institutionen bieten nicht nur religiöse Dienstleistungen an, sondern fördern auch kulturelle und soziale Aktivitäten, die den Erhalt der bosniakischen Identität unterstützen.

## Geschichte

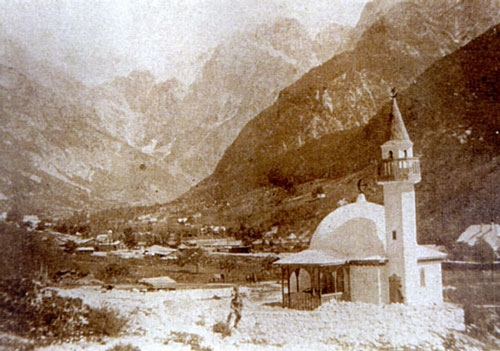
Die erste Moschee in Slowenien wurde 1916 in Log pod Mangartom von Bosniaken erbaut.

Während des Ersten Weltkriegs wurde ein bosniakisches Regiment, das hauptsächlich aus bosnischen Muslimen bestand, zum Kampf an die italienische Front geschickt. Einer der Soldaten, die dort kämpften war ein Junge namens Elez Dervišević, der jüngste Soldat, der im Ersten Weltkrieg an der Soca-Schlacht teilnahm. Elez war 11 Jahre alt, als er in der österreichisch-ungarischen Armee diente. In Log pod Mangartom gibt es eine ihm gewidmete Statue von Elez‘ Vater. Außerdem ist die "Log pod Mangartom Moschee" die erste Moschee des heutigen Sloweniens. Sie wurde 1916 während des Ersten Weltkriegs von bosniakischen Soldaten der k.u.k. Armee im Dorf Log pod Mangartom in den Alpen errichtet. Die Holzmoschee diente den muslimischen Soldaten als Ort des Gebets. Nach dem Krieg verfiel die Moschee und existiert heute nicht mehr. Eine Gedenktafel erinnert am ehemaligen Standort an dieses bedeutende religiöse Bauwerk und die Soldaten, die es erbauten.
Die erste größere Migration von Bosniaken nach Slowenien begann in der Zeit nach dem Zweiten Weltkrieg, als Jugoslawien unter der Führung von Josip Broz Tito begann, Arbeitskräfte im ganzen Land zu mobilisieren. Slowenien, als eines der wirtschaftlich fortschrittlicheren Teile Jugoslawiens, zog viele Arbeitsmigranten aus den weniger entwickelten Regionen, darunter Bosnien und Herzegowina, an.
Während der 1960er und 1970er Jahre siedelten sich viele Bosniaken in Slowenien an, meist auf der Suche nach besseren wirtschaftlichen Möglichkeiten. Sie fanden Arbeit in der Industrie, im Bauwesen und in anderen handwerklichen Berufen. Diese ersten Migranten integrierten sich weitgehend in die slowenische Gesellschaft, pflegten jedoch weiterhin ihre bosnische Kultur und Traditionen.
Ein bedeutender Einschnitt in der Geschichte der Bosniaken in Slowenien war der Bosnienkrieg von 1992 bis 1995. Während dieses Konflikts flohen viele Bosniaken vor Gewalt und Zerstörung und suchten Zuflucht in verschiedenen Teilen Europas, darunter auch Slowenien. Diese Flüchtlingswelle brachte eine neue Generation von Bosniaken nach Slowenien, die oft vor der schwierigen Aufgabe standen, sich in einer neuen Umgebung ein Leben aufzubauen.
In den Jahren nach dem Krieg kehrten viele Flüchtlinge nach Bosnien und Herzegowina zurück, aber ein erheblicher Teil blieb in Slowenien und verstärkte die bereits bestehende bosniakische Gemeinschaft. Diese Gruppe hat sich über die Jahrzehnte hinweg weiterentwickelt und ist heute ein wichtiger Teil der ethnischen und kulturellen Vielfalt Sloweniens. Auch heute noch gibt es Bosniaken, die aus wirtschaftlichen Gründen oder auf der Suche nach besseren Lebensbedingungen aus Bosnien und Herzegowina nach Slowenien auswandern.
Damals wurde deutlich, dass viele in der slowenischen Bevölkerung ihren Nachbarn aus den anderen jugoslawischen Republiken mit Vorurteilen begegneten, wobei Bosniaken und Serben zu den am wenigsten akzeptierten und den unwillkommensten zählten. Diese Denkweise blieb auch nach dem Zerfall Jugoslawiens bestehen, da Slowenien das einzige EU-Mitgliedsland war, das sich dem EU-Beitritt Kroatiens widersetzte, obwohl Kroaten und Slowenen historisch gesehen mehr kulturelle und traditionelle Werte teilten als alle anderen südslawischen Nationen (z. B. sind sie die einzigen mehrheitlich katholischen Nationen im ehemaligen Jugoslawien). Die Slowenen gruppierten die Bosniaken mit Serben, Kroaten und Mazedoniern. Diese Gruppen wurden oft "južnjaki" (Südstaatler), "ta spodni" (die von dort unten), "čefurj" und "Švedi" (Schweden) genannt, alle Benennungen hatten negative Konnotationen.

## Religion
Heute sind die  Bosniaken überwiegend sunnitische Muslime und Anhänger der Hanafi-Rechtsschule.

## Persönlichkeiten
- Samir Handanović (* 1984), Fußballspieler
- Jasmin Handanović (* 1978), Fußballspieler
- Jasmin Kurtić (* 1989), Fußballspieler
- Mirza Begić (* 1985), Basketballspieler
- Alen Omić (* 1992), Basketballspieler
- Emir Preldžić (* 1987), Basketballspieler
- Rašid Mahalbašić (* 1990), Basketballspieler für Österreich
- Suad Fileković (* 1978), Fußballspieler
- Aris Zarifović (* 1988), Fußballspieler
- Haris Vučkić (* 1992), Fußballspieler
- Miral Samardžić (* 1987), Fußballspieler
- Teoman Alibegović (* 1967), Basketballspieler
- Amir Karić (* 1973), Fußballspieler